# Škofja Loka
Škofja Loka este un oraș din comuna Škofja Loka, Slovenia, cu o populație de 12.289 de locuitori.